# یواس‌اس هندری (ای‌پی‌ای-۱۱۸)
یواس‌اس هندری (ای‌پی‌ای-۱۱۸) (به انگلیسی: USS Hendry (APA-118)) یک کشتی بود که طول آن ۴۵۵ فوت (۱۳۹ متر) بود. این کشتی در سال ۱۹۴۴ ساخته شد.